# Hispana Gallica

Droit canon
Droit du haut Moyen Âge
Collectio Hispana Faux Isidoriens Hadriana Hispanica
L'Hispana Gallica est une collection canonique dérivée de la Collectio Hispana. Elle a été composée au VIIe siècle après le quatrième concile de Tolède de 683. Très diffusée en Gaule franque, elle constitua l'une des pièces des Faux Isidoriens. Toutefois, l'auteur de ces derniers n'a pas utilisé l'Hispana Gallica sous sa forme originale mais une forme remaniée qu'on retrouve dans un manuscrit du Vatican (no 1341), connu à cause de son origine, sous le nom de manuscrit d'Autun, appelée aussi Hispana Gallica Augustodunensis.
L’Hispana Gallica donnera naissance à l’Hadriana Hispanica lorsqu'elle sera fusionnée avec la Dionysio Hadriana qui avait été adressée à Charlemagne par le pape Adrien Ier, en 774. Ces versions seront dépassées par la Dacheriana, plus modeste, mais qui était organisée selon un plan systématique plus facile à l'emploi par les praticiens.